# Kanton Thoissey
Thoissey is een voormalig kanton van het Franse departement Ain. Het kanton maakte deel uit van het arrondissement Bourg-en-Bresse. Het werd opgeheven bij decreet van 13 februari 2014, met uitwerking op 22 maart 2015. Alle gemeenten werden toegevoegd aan hat kanton Châtillon-sur-Chalaronne.

## Gemeenten
Het kanton Thoissey omvatte de volgende gemeenten:
- Garnerans
- Genouilleux
- Guéreins
- Illiat
- Mogneneins
- Montceaux
- Montmerle-sur-Saône
- Peyzieux-sur-Saône
- Saint-Didier-sur-Chalaronne
- Saint-Étienne-sur-Chalaronne
- Thoissey (hoofdplaats)
- Valeins